# 棚次正和
棚次 正和（たなつぐ まさかず、1949年(昭和24年) - ）は、日本の宗教学者、京都府立医科大学教授。
香川県生まれ。1973年京都大学文学部哲学科卒。79年同大学院文学研究科宗教学博士課程単位取得退学。1992年筑波大学哲学・思想学系助教授（宗教学・比較思想学）。95‐96年シカゴ大学神学校・高等宗教研究所シニア・フェロー。1998年「祈りの現象学」で京大博士（文学）。98年筑波大学教授。2002年京都府立医科大学教授。 

## 著書
- 『宗教の哲学』創言社、1991
- 『宗教の根源 祈りの人間論序説』世界思想社、1998
- 『祈りの人間学 いきいきと生きる』世界思想社、2009
- 『医療と霊性(スピリチュアリティ) スピリチュアルにヘルシー・エイジング』医学と看護社 元気と美しさをつなぐヘルシー・エイジング・シリーズ、2013
- 『超越する実存　人間の存在構造と言語宇宙』春風社、2014
- 『新人間論の冒険　いのち・いやし・いのり』昭和堂、2015

### 共編著
- 『宗教学入門』山中弘共編著 ミネルヴァ書房、2005
- 『人は何のために「祈る」のか 生命の遺伝子はその声を聴いている』村上和雄共著 祥伝社 2008 のち黄金文庫

## 参考
- [ISBN 978-4-7907-1440-8]